# Centrophorus isodon
El quelvacho de aleta negra, Centrophorus isodon, es una especie de tiburón perro de la familia Centrophoridae viven en el noroeste del pacífico, su reproducción es vivípara y se alimenta de  peces y crustáceos.